# La Esmeralda, León
La Esmeralda är en ort i Mexiko.   Den ligger i kommunen León och delstaten Guanajuato, i den centrala delen av landet, 300 km nordväst om huvudstaden Mexico City. La Esmeralda ligger 1 780 meter över havet och antalet invånare är 619.
Terrängen runt La Esmeralda är huvudsakligen platt, men åt nordväst är den kuperad. Runt La Esmeralda är det tätbefolkat, med 683 invånare per kvadratkilometer. Närmaste större samhälle är León de los Aldama, 11,3 km norr om La Esmeralda. Omgivningarna runt La Esmeralda är en mosaik av jordbruksmark och naturlig växtlighet.